# Bệnh Phenylketone niệu
Bệnh Phêninkêtô niệu là bệnh di truyền gây rối loạn chuyển hóa phênylalanin (Phe) thành tirôzin (Tyr) do thiếu enzym phênylalanin hyđrôxylaza, vì gen mã hoá enzym này bị mất chức năng bởi một đột biến lặn. Thuật ngữ này dịch từ tiếng Anh: Phenylketonuria chỉ rối loạn trao đổi chất do di truyền ở người, thường viết tắt là PKU.
Bệnh được phát hiện nhờ thầy thuốc kiêm nhà sinh hoá học người Na-uy là Ivar Asbjørn Følling vào năm 1934.

## Biểu hiện
Về mặt di truyền học, người bệnh mang cặp alen PAH ở trạng thái lặn (mất chức năng) từ trong  phôi, nghĩa là Phe (phênylalanin) đã không hề được phân giải từ khi mới chỉ là hợp tử trong dạ con người mẹ. Tuy nhiên, người mẹ đã phân giải "hộ" chất này (phênylalanine) trong suốt quá trình mang thai, nên người bệnh sơ sinh bị PKU vẫn hoàn toàn bình thường. Do đó, không thể phát hiện được bệnh bằng mọi phương pháp hiện có, vì chẳng có một bất thường nào được biểu hiện. Ngay cả các phương pháp sàng lọc trước sinh và sơ sinh hiện nay cũng không thể phát hiện triệu chứng sinh hoá chủ chốt của PKU là nồng độ bất thường của Phe (phênylalanine).
Chỉ có thể phát hiện sớm nhất triệu chứng bệnh PKU khi xét nghiệm máu bé lúc 25 đến 30 ngày tuổi. Mẫu máu thường lấy bằng cách chích từ gót chân của bé.
Nếu bé đã mang cặp alen gây bệnh mà không được chẩn đoán đúng kết hợp với chế độ ăn uống, điều trị thích hợp thì khi mọi biểu hiện bệnh là đầy đủ và cũng là đã muộn:
- Bệnh nhi thường co giật, tăng động, điện não đồ bất thường, da và tóc có thể nhạt hơn bình thường hoặc giống như biểu hiện bệnh chàm.
- Mồ hôi và nước tiểu của bé có mùi đặc biệt như "mùi mốc", do phenylaxêtat tạo ra nhiều qua quá trình oxy hóa phêninkêton.
- Đứa trẻ càng lớn thì càng nhẹ cân và đầu càng nhỏ (tật microcephaly). Nhận thức chậm, trí tuệ rất kém và có nhiều trường hợp trở nên "điên loạn" mà nhẹ nhất là mất trí, rối loạn tâm thần.
- Ngoài ra, có nhiều trẻ sinh ra bị PKU không điều trị có thể bị bệnh tim.[1][5]

Tuy nhiên, nếu được phát hiện và điều trị kịp thời thì kết quả cho những người được điều trị PKU là rất tốt: Hầu hết những "người bệnh" này hoàn toàn bình thường, không hề có vấn đề gì về thể chất, trí tuệ hoặc thần kinh hay bất kì phát triển bất thường nào khác. Cách điều trị đơn giản nhất và rất hiệu quả là chế độ ăn kiêng Phe, chế độ này đã được xác định từ năm 1953.

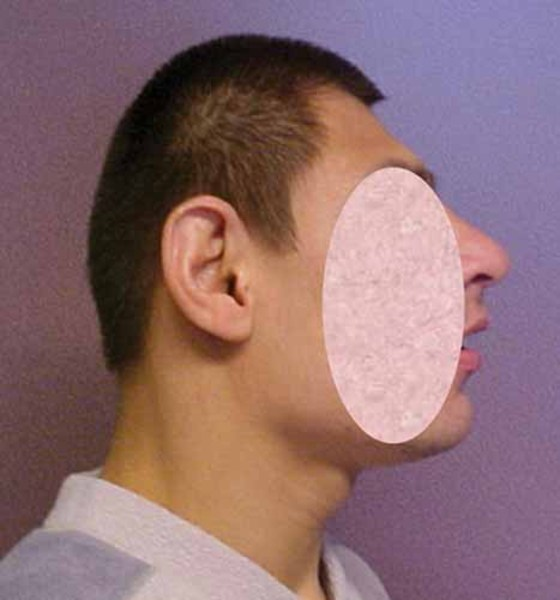
Tật nhỏ đầu (microcephaly) ở một người bệnh PKU.

## Cơ chế
- Bình thường, Phe (phêninalanin) là một loại amino acid hay gặp trong nhiều loại thức ăn, sau tiêu hoá sẽ được một enzim chuyển hoá thành tirôzin (Tyr).  Enzym này là phênylalanin hyđrôxylaza (phenylalanine hydroxylase). Tyr (tirôzin)  là tiền chất quan trọng để sản xuất sêrotonin, các catecholoamine (chất dẫn truyền thần kinh),  mêlanin cùng nhiều hợp chất quan trọng khác.[3]
- Khi gen mã hoá enzim này (gọi là gen PAH) đột biến thì nó bị mất chức năng: không sản sinh đủ enzim phênylalanin hyđrôxylaza hoặc thiếu hoàn toàn, do đó người bị đột biến này ở trạng thái đồng hợp lặn vừa bị thiếu Tyr (tirôzin) lại vừa bị Phe (phêninalanin) ứ đọng, một phần phêninalanin ứ đọng lên não, tích tụ lại và đầu độc các nơron trung ương, gây thiểu năng trí tuệ, có khi mất trí, chưa kể các biến dạng thực thể của người bệnh.[1][7]
- Hiện nay, khoa học phân biệt hai dạng bệnh PKU: dạng cổ điển (classic PKU) và dạng biến đổi (VVariant PKU).

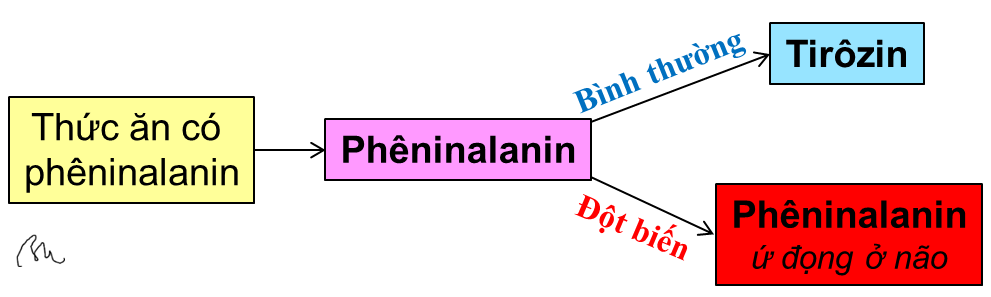
Gen PAH (mã hoá enzym phênylalanin hyđrôxylaza) mất chức năng, làm phênylalanin ứ đọng, đầu độc não.

Cơ chế sinh hoá PKU: khi bình thường và khi mang cặp alen PAH đột biến lặn (dạng PKU cổ điển và dạng biến đổi)

PKU cổ điển được xem như là một rối loạn gen lặn tự phát, mà người bệnh mang cả hai alen lặn của gen PAH (phenylalanine hydroxylase gene), nằm trên cả hai nhiễm sắc thể số 12. Do đó sản phẩm của chúng là không có hoặc có rất ít lượng enzym phênylalanin hyđrôxylaza  làm nồng độ Phe (phenylalanine) trong cơ thể có thể tích tụ dần ngày càng cao. Trong một số ít trường hợp khác, đột biến PAH sẽ dẫn đến một dạng PKU nhẹ về kiểu hình được gọi là hyperphenylalanemia. Cả hai bệnh này là kết quả của một loạt các đột biến ở locus PAH; trong những trường hợp bệnh nhân dị hợp tử do hai đột biến PAH (tức là mỗi bản sao của gen có đột biến khác nhau), đột biến nhẹ hơn sẽ chiếm ưu thế.

## Di truyền
Ở người, gen PAH nằm trên nhiễm sắc thể số 12, định vị tại 12q22-q24.2. Lô-cut gen này di truyền theo quy luật Mendel, nghĩa là di truyền không liên quan gì đến giới tính, gen trội (PAH thường) là trội hoàn toàn.
Người bệnh mang cặp gen PAH đột biến lặn, trong đó một alen của bố truyền, còn alen kia có nguồn gốc từ mẹ. Bố hay mẹ chỉ mang 1 alen đột biến lặn thì vẫn hoàn toàn bình thường. Những cặp vợ chồng đều là thể dị hợp thể như vậy có xác suất sinh ra con bị PKU là 25%. Tuy nhiên, điều đó không có nghĩa là trong quần thể người thì 25% người sẽ có tiềm năng mắc bệnh PKU, vì còn phụ thuộc và tần số cặp vợ chồng đều là thể dị hợp trong quần thể "gặp nhau" qua hôn nhân.
Trẻ sơ sinh bị PKU thường xuất hiện với tần số trung bình là khoảng 1/12.000 sơ sinh. Nam và nữ giới bị ảnh hưởng ngang nhau.